# Combretum indicum
Quisqualis indica, piscuala, es una especie de planta fanerógama de la familia Combretaceae. 

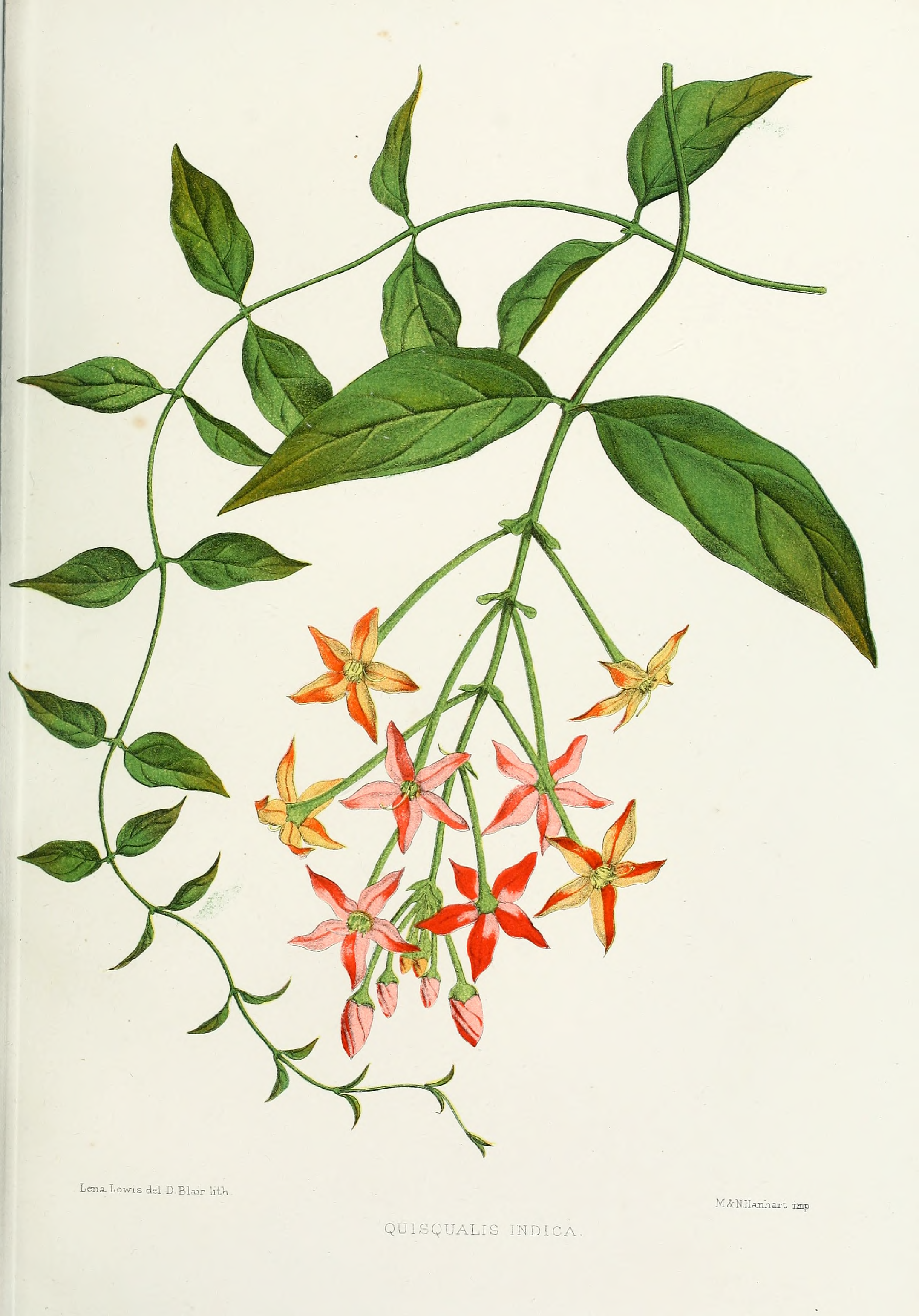
Ilustración

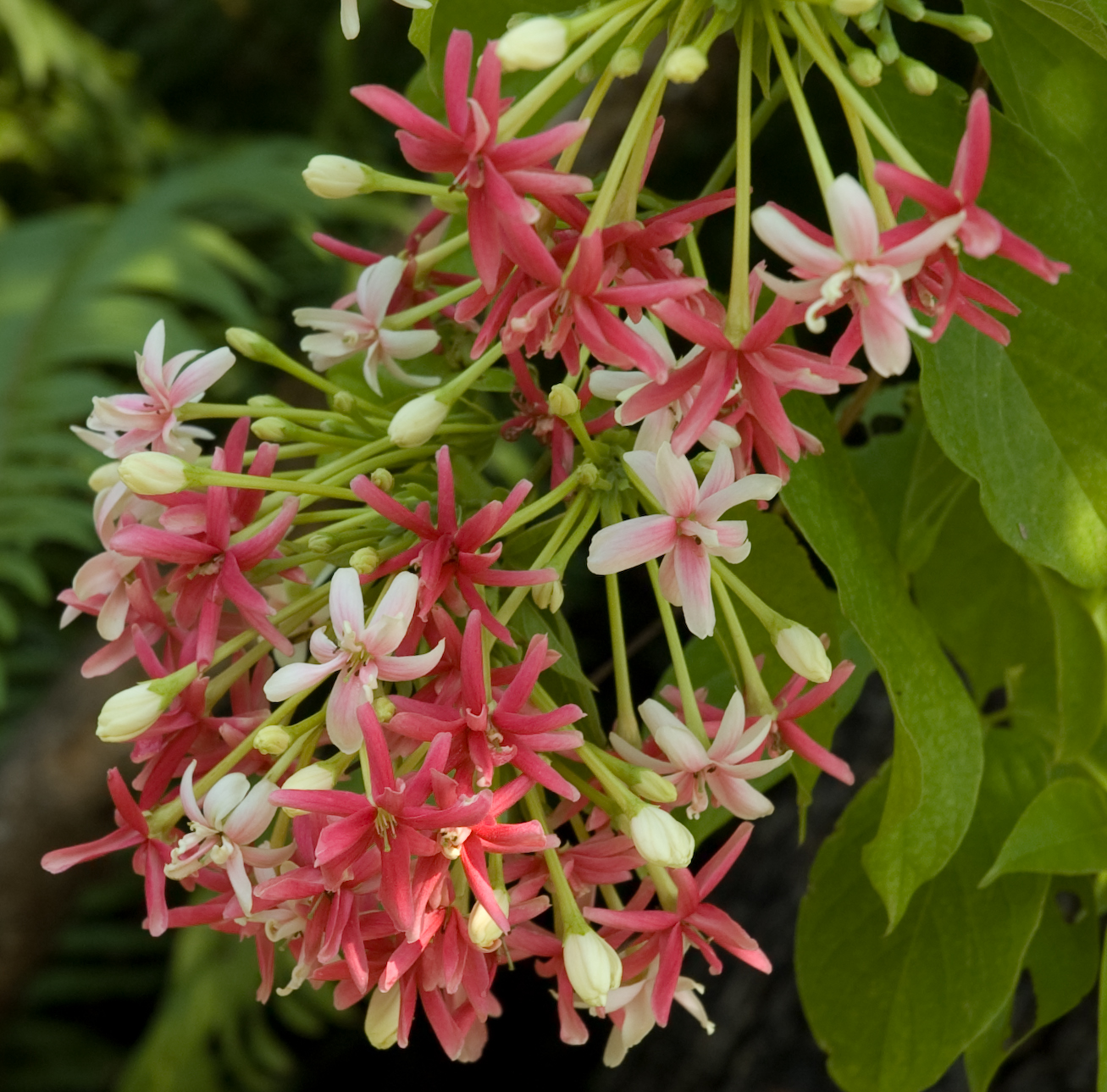
Inflorescencia

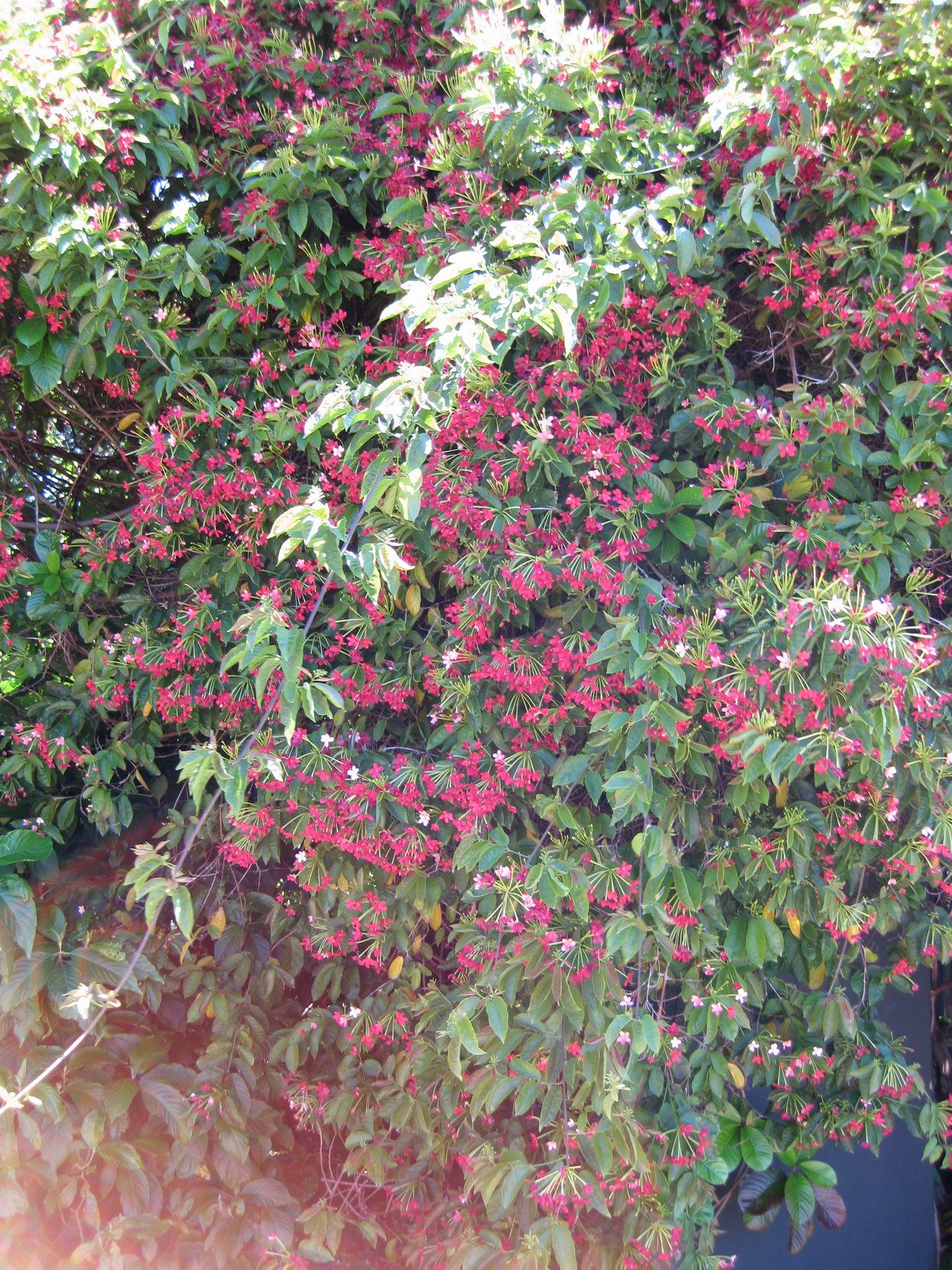
Vista de la planta

## Hábitat
La especie es nativa de Asia tropical China, Taiwán, India, Nepal, Sri Lanka, Indochina: Camboya; Laos; Birmania; Tailandia; Vietnam, Malasia, Papúa Nueva Guinea; Filipinas; África: Tanzania, Zaire, Benín; Costa de Marfil, Ghana, Malí, Nigeria, Sierra Leona, Togo, aunque también puede encontrarse frecuentemente en países de Sudamérica como Uruguay, Paraguay, Argentina, Chile,Brasil y Colombia .

## Descripción
Es un arbusto enredadera leñosa, perennifolia, que puede alcanzar de 3-10 m. Hojas elíptica, opuestas, punta acuminada, y base redonda, de 7-15 cm; los pecíolos viejos se hacen espinosos. Flores tubulares, fragantes, de color blanco a rosa y rojo. Fruto de 30-35 mm de largo, elipsoide, y cuenta co cinco prominentes alas. Sabe a almendra al madurar. Y se dispersa por agua.
Se halla en la espesura del bosque secundario de Filipinas, India, Malasia. Se cultiva, y está naturalizado en áreas tropicales. Tolera sólo hasta -2 °C

## Usos
Se usa en medicina tradicional. Decocciones de la raíz, semilla o fruto se usan como antihelmíntico, y para aliviar la diarrea. La decocción del fruto para gargarismos; los frutos para combatir nefritis. Las hojas alivian el dolor y la fiebre. Las raíces para tratar reumatismo.

## Fitoquímica
Se ha aislado el  ácido quisquálico de esta planta.

## Taxonomía
Combretum indicum fue descrita por (L.) DeFilipps   y publicado en Useful Plants of the Commonwealth of Dominica, West Indies 277. 1998.
Sinonimia
- Kleinia quadricolor Crantz
- Mekistus sinensis Lour. ex Gomes Mach.
- Quisqualis ebracteata P.Beauv.
- Quisqualis glabra Burm.f.
- Quisqualis grandiflora Miq.
- Quisqualis indica L.
- Quisqualis indica var. oxypetala Kurz
- Quisqualis indica var. villosa C.B.Clarke
- Quisqualis longiflora C.Presl
- Quisqualis loureiroi G.Don
- Quisqualis madagascariensis Bojer
- Quisqualis obovata Schumach. & Thonn.
- Quisqualis pubescens Burm.f.
- Quisqualis sinensis Lindl.
- Quisqualis spinosa Blanco
- Quisqualis villosa Roxb.[2]

## Nombres comunes
- Castellano: arbusto milagroso, quiscualis, piscuala, quiscual ,jazmín de la india